# Southside Blues Jam (Junior Wells)
Southside Blues Jam è un album a nome di Junior Wells con Otis Spann, Buddy Guy e Louis Myers, pubblicato dalla Delmark Records nel 1970. Il disco fu registrato il 30 dicembre 1969 e l'8 gennaio 1970 al Sound Studio di Chicago, Illinois (Stati Uniti).

## Tracce
Lato A
1. Stop Breaking Down – 2:30 (Junior Wells)
2. I Could Have Had Religion – 4:00 (Junior Wells)
3. I Just Want to Make Love to You – 5:45 (Willie Dixon)
4. Baby, Please Lend Me Your Love – 6:55 (Junior Wells)

Lato B
1. You Say You Love Me – 3:01 (Junior Wells)
2. Blues for Mayor Daley – 5:41 (Junior Wells)
3. I Wish I Knew What I Know Now – 4:15 (Junior Wells)
4. Trouble Don't Last Always – 6:00 (Bobby Patterson)

## Musicisti
- Junior Wells - armonica, voce
- Otis Spann - pianoforte
- Buddy Guy - chitarra (brani: A1, A2, A4, B1, B2 e B4)
- Buddy Guy - voce (brano: B4)
- Louis Myers - chitarra (brani: A3 e B3)
- Earnest Johnson - basso
- Fred Below - batteria